# Kurt Maetzig
Kurt Maetzig (Berlín, 25 de gener de 1911 − Bollewick, Mecklemburg-Pomerània Occidental, 8 d'agost de 2012) fou un director de cinema alemany, que tingué un efecte significatiu en la indústria cinematogràfica de la República Democràtica Alemanya. Fou un dels directors de cinema més respectats de l'Alemanya Oriental.

## Biografia
Va néixer el 25 de gener de 1911 a Berlín, essent fill de Robert Maetzig i Marie Lyon. Es va criar al barri de Charlottenburg de Berlín, on va obtenir una visió de la indústria del cinema des de molt aviat, ja que el seu pare era el propietari d'una fàbrica que hi produïa còpies de pel·lícules. Durant la Primera Guerra Mundial, es va quedar amb la seva àvia a Hamburg. Després del final de la guerra, es va traslladar a Berlín, on va completar la seva educació secundària al Leibniz-Oberrealschule. A continuació, es va matricular a la Universitat Tècnica de Múnic (TUM), on va estudiar química, enginyeria i economia política i dels negocis. També va estudiar sociologia, psicologia i dret durant un any a la Sorbona de París.
A finals de 1920, va treballar a la fàbrica del seu pare durant les vacances, adquirint experiència en tots els àmbits de la producció cinematogràfica. Va començar a rodar les seves pròpies pel·lícules el 1932, i tres anys més tard va impulsar el seu propi taller de dibuixos animats, on també va treballar en títols i crèdits d'obertura de curtmetratges.
Després de retirar-se, visqué fins a la seva mort al districte de Wildkuhl de la ciutat de Bollewick, Mecklemburg-Pomerània Occidental, i tingué tres fills.

## Filmografia
| - 1946: Der Augenzeuge (noticiari setmanal) - 1946: Berlin im Aufbau (documental) - 1946: Musikalischer Besuch (documental) - 1946: 1.Mai 1946 (documental) - 1946: Leipziger Messe 1946 (documental) - 1946: Einheit SPD - KPD (documental) - 1947: Ehe im Schatten - 1949: Die Buntkarierten - 1950: Der Rat der Götter - 1950: Immer bereit (documental) - 1950: Familie Benthin - 1951: Die Sonnenbrucks - 1952: Roman einer jungen Ehe - 1954: Ernst Thälmann - Sohn seiner Klasse - 1955: Ernst Thälmann - Führer seiner Klasse | - 1956: Schlösser und Katen - 1957: Vergeßt mir meine Traudel nicht - 1958: Das Lied der Matrosen - 1960: Der schweigende Stern - 1961: Septemberliebe - 1961: Der Traum des Hauptmann Loy - 1961: Der Schatten - 1963: An französischen Kaminen - 1964: Preludio 11 - 1965: Das Kaninchen bin ich - 1967: Das Mädchen auf dem Brett - 1967: Die Fahne von Kriwoj Rog - 1970: Aus unserer Zeit - 1972: Januskopf - 1976: Mann gegen Mann |

## Premis
- 1949: Premi Bambi, per Ehe im Schatten
- 1949: Premi Nacional de la República Democràtica Alemanya (classe II), per Ehe im Schatten i Die Buntkarrierten (ex aequo)
- 1950: Premi Nacional de la República Democràtica Alemanya (classe I), per Der Rat der Götter (ex aequo)
- 1954: Premi Nacional de la República Democràtica Alemanya (classe I), per Ernst Thälmann - Sohn seiner Klasse (ex aequo)
- 1959: Premi Nacional de la República Democràtica Alemanya (classe II), per Das Lied der Matrosen (ex aequo)
- 1961: Orde del Mèrit Patriòtic en Argent
- 1968: Premi Nacional de la República Democràtica Alemanya (classe I), per Die Fahne von Kriwoj Rog (ex aequo)
- 1986: Orde del Mèrit Patriòtic en Or